# Blåsik
Blåsik (Coregonus megalops) är en fiskart som beskrevs av Widegren, 1863. Blåsik ingår i släktet Coregonus och familjen laxfiskar. IUCN kategoriserar arten globalt som livskraftig. Känd under namnet Sellak i Laukersjön, Lauker, Arvidsjaurs Kommun. Inga underarter finns listade.

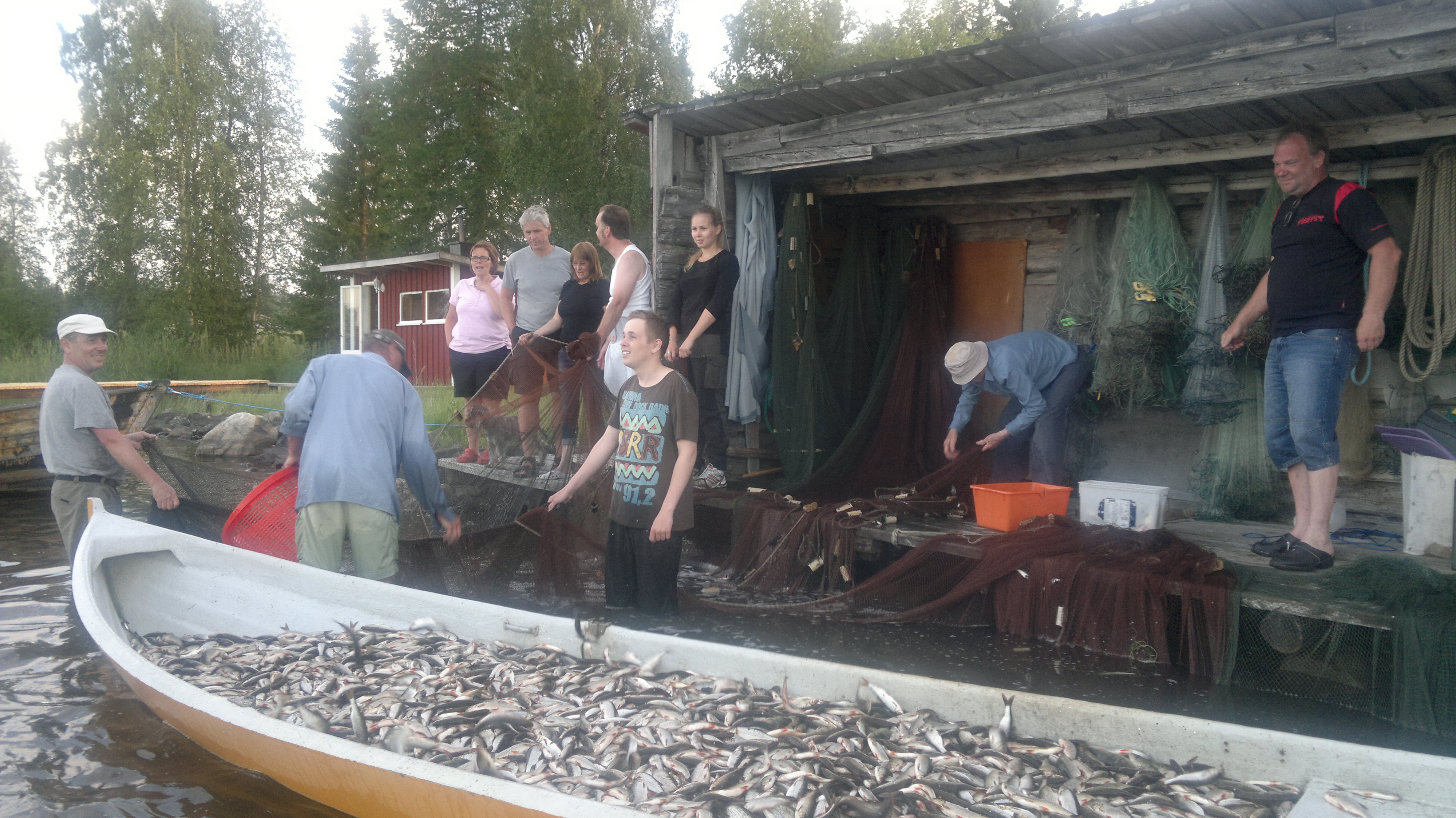
Sellakfiske i Gråträsk, Piteå Kommun.